# Contamination
Pour les articles homonymes, voir Contamination (homonymie).

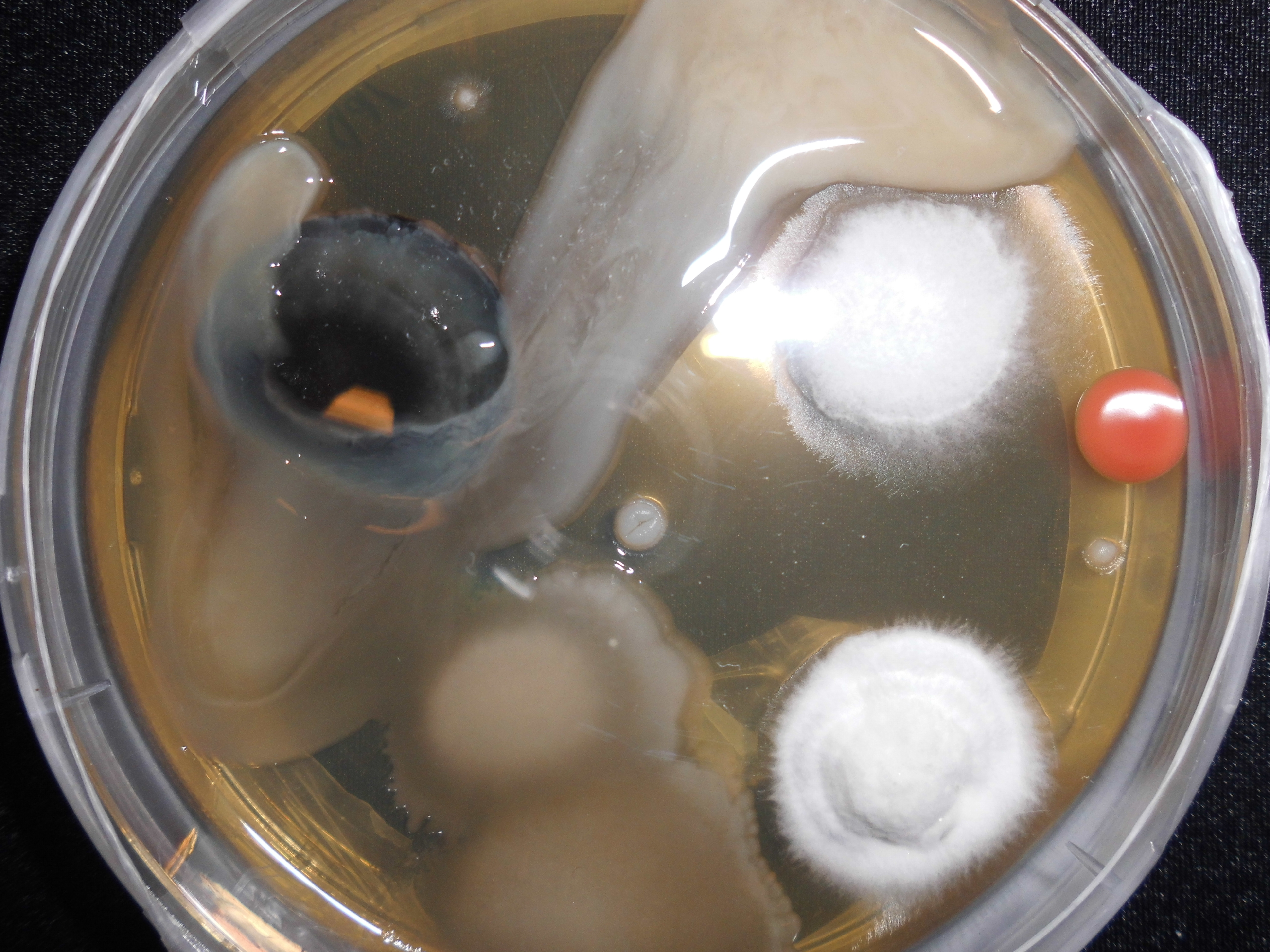
Contamination sur plaque d'agar

La contamination est la présence d'un constituant, d'une impureté ou d'autres éléments indésirables (microbe, bactérie, virus, radionucléide...) qui gâtent, corrompent, infectent, rendent impropre ou rendent inférieur un matériau, un corps physique, un aliment, un environnement naturel, un lieu de travail, etc.,.

## Nuances de contamination
Dans les sciences, le mot « contamination » peut a des sens différents que le contaminant soit un solide ou un liquide, de même que varie l'environnement dans lequel se trouve le contaminant. La notion de contaminant peut être realtivement abstraite, quand par exemple elle désigne une source d'énergie indésirable qui interfère avec un processus. Les exemples suivants proposent différents types de contamination basés sur ces variantes et d'autres.

### Contamination chimique
En chimie, le terme « contamination » considère généralement un seul constituant, mais dans des domaines spécialisés, le terme peut également désigner des mélanges chimiques, même jusqu'au niveau des matériaux cellulaires. Tous les produits chimiques contiennent un certain niveau d'impureté. La contamination peut être reconnue ou non et peut devenir un problème si le produit chimique impur est mélangé avec d'autres produits chimiques ou mélanges, et provoque des réactions chimiques supplémentaires. Les réactions chimiques résultantes de la présence d'une impureté peuvent parfois être bénéfiques, auquel cas le label « contaminant » peut être remplacé par « réactif » ou « catalyseur ». (Cela peut être vrai même en chimie physique, où, par exemple, l'introduction d'une impureté dans un semi-conducteur intrinsèque augmente positivement la conductivité. Si les réactions supplémentaires sont néfastes, d'autres termes sont souvent appliqués tels que « toxine », « poison » ou « polluant », selon le type de molécule impliquée. La décontamination chimique de la substance peut être réalisée par décomposition, neutralisation, et par des processus physiques, bien qu'une compréhension claire de la chimie sous-jacente soit requise.

### Contamination environnementale
En chimie environnementale, le terme « contamination » est dans certains cas pratiquement équivalent à pollution, là où la considération principale est le dommage causé à grande échelle aux humains, aux organismes ou à l'environnement. Un contaminant environnemental peut être de nature chimique, bien qu'il puisse également être un agent biologique (bactérie pathogène, virus, espèce envahissante) ou physique (énergie). L'observation de l'environnement est un mécanisme dont disposent les scientifiques pour détecter les activités de contamination tôt avant qu'elles ne deviennent préjudiciables.

#### Contamination agricole
Un autre type de contaminant environnemental peut être trouvé sous la forme d'organismes génétiquement modifiés (OGM), notamment lorsqu'ils entrent en contact avec les cultures biologiques. Ce type de contamination, par le vent via le pollen par exemple, peut entraîner la dé-certification d'une ferme. Ce type de contamination peut parfois être difficile à contrôler, nécessitant des mécanismes de compensation des agriculteurs en cas de contamination par des OGM. Une enquête parlementaire en Australie-Occidentale a examiné une gamme d'options pour indemniser les agriculteurs dont les exploitations avaient été contaminées par des OGM, mais elle a finalement décidé de ne recommander aucune action.

### Contamination des aliments, des boissons et des produits pharmaceutiques
En chimie alimentaire et en chimie médicinale, le terme « contamination » est utilisé pour décrire des intrusions nocives, telles que la présence de toxines ou d'agents pathogènes dans les aliments (en) ou les médicaments,,,.

### Contamination radioactive
La contamination radioactive concerne les environnements où la sûreté nucléaire et les mesures de radioprotection sont nécessaires. Des substances radioactives peuvent apparaître sur des surfaces, ou dans des solides, des liquides ou des gaz (y compris le corps humain), où leur présence est volontaire ou indésirable ; des processus peuvent provoquer leur apparition dans de ces endroits,. Différents exemples de contamination radioactive comprennent:
- matière radioactive résiduelle restant sur un site après l’achèvement du déclassement d’un site où se trouvait un réacteur nucléaire, tel qu’une centrale électrique, un réacteur expérimental, un réacteur isotopique ou un navire ou sous-marin à propulsion nucléaire [16]
- matière radioactive ingérée ou absorbée qui contamine une entité biologique, que ce soit involontairement ou intentionnellement (par exemple avec des produits radio-pharmaceutiques)[17].

Le terme « contamination radioactive » peut avoir une connotation qui n'est pas voulue. Le terme se réfère uniquement à la présence de radioactivité et ne donne aucune indication sur l'ampleur du danger impliqué. Cependant, la radioactivité peut être mesurée en quantité à un endroit donné ou sur une surface, ou sur une unité de surface, telle qu'un mètre ou un centimètre carré .
Tout comme la surveillance de l'environnement, le contrôle du rayonnement (en)peut être utilisée pour détecter les activités de contamination avant qu'elles ne deviennent trop préjudiciables.

### Contamination interplanétaire
La contamination interplanétaire (en) se produit lorsqu'un corps planétaire est biologiquement contaminé par une sonde spatiale ou un engin spatial, délibérément ou non. Cela peut fonctionner à la fois à l'arrivée sur le corps planétaire étranger et au retour sur Terre.

### Preuve contaminée
En médecine légale, les preuves peuvent être contaminées (en). La contamination des empreintes digitales, des cheveux, de la peau ou de l'ADN - provenant des premiers répondants ou de sources non liées à l'enquête en cours, comme des membres de la famille ou des amis de la victime qui ne sont pas suspects - peut entraîner des condamnations injustifiées, des annulations de procès ou le rejet de preuve,.

### Échantillons contaminés

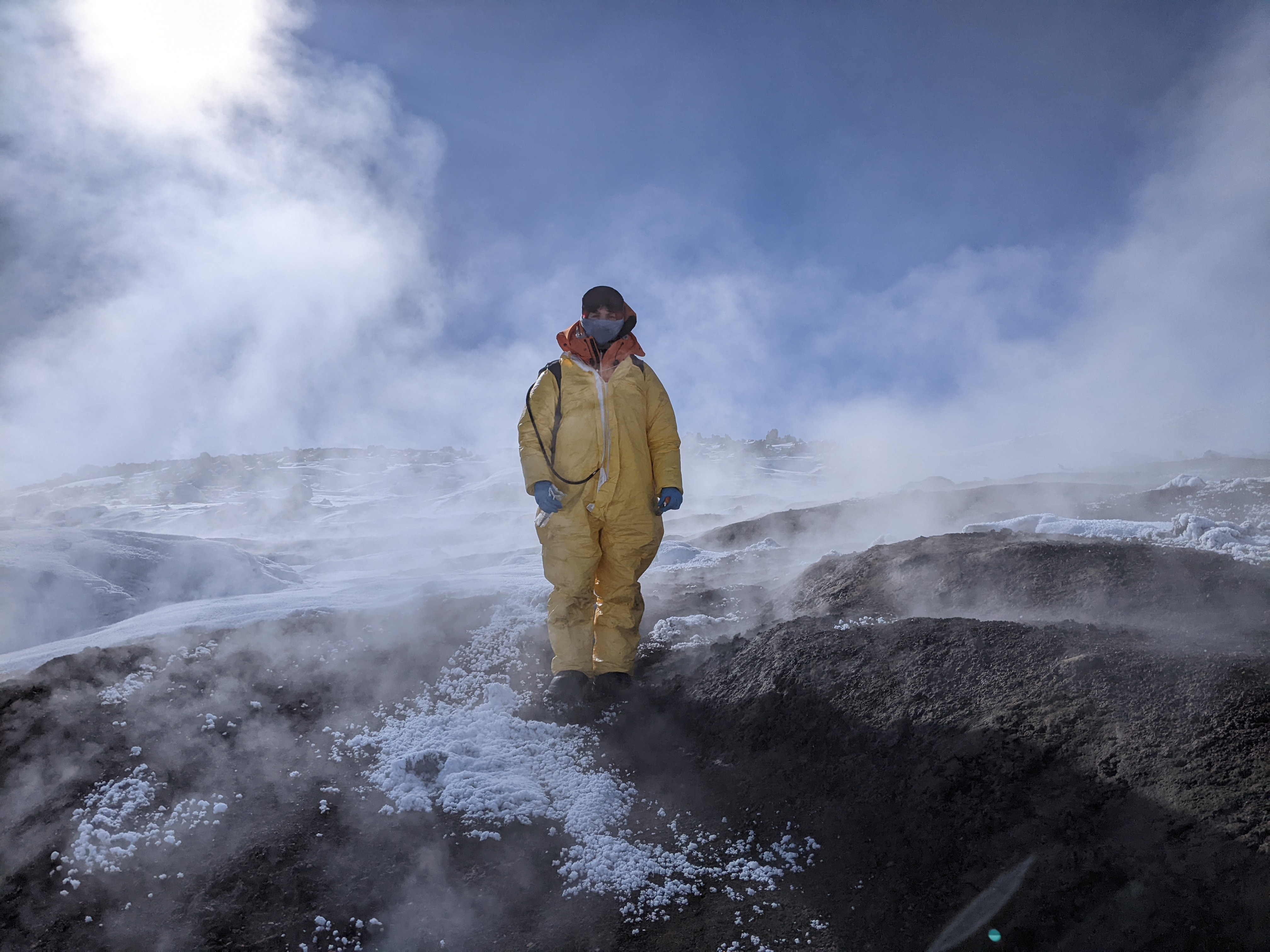
Vêtement de protection pour limiter la contamination d'échantillons en microbiologie.

Dans les sciences biologiques, l'introduction accidentelle de matériel «étranger» peut sérieusement fausser les résultats des expériences où de petits échantillons sont utilisés. Dans les cas où le contaminant est un microorganisme vivant, il peut souvent se multiplier et supplanter l'expérience, en particulier les cultures, et les rendre inutiles. Un effet similaire peut être observé en géologie, géochimie et archéologie, où même quelques grains d'un matériau peuvent fausser les résultats d'expériences sophistiquées.